# Tel (Azerbaigian)
Tel è un comune dell'Azerbaigian situato nel distretto di Xaçmaz. Conta una popolazione di 500 abitanti.